# Eesti meistrid 1936
Otto squadre (sei da Tallinn, una da Pärnu e Narva) presero parte al torneo. Ogni squadra incontrò le altre due volte per un totale di 14 partite. JS Estonia Tallinn vinse il suo terzo titolo consecutivo.

## Classifica finale
| Pos | Club                     | G  | V  | N | P  | GF | GS | DR  | Punti |
| --- | ------------------------ | -- | -- | - | -- | -- | -- | --- | ----- |
| 1   | JS Estonia Tallinn       | 14 | 11 | 1 | 2  | 60 | 15 | 45  | 23    |
| 2   | VS Sport Tallinn         | 14 | 7  | 4 | 3  | 36 | 19 | 17  | 18    |
| 3   | Puhkekodu Tallinn        | 14 | 7  | 3 | 4  | 34 | 21 | 13  | 17    |
| 4   | SS Tervis Pärnu          | 14 | 6  | 3 | 5  | 34 | 49 | −15 | 15    |
| 5   | ESS Kalev Tallinn        | 14 | 7  | 0 | 7  | 28 | 27 | 1   | 14    |
| 6   | SÜ Esta Tallinn          | 14 | 4  | 3 | 7  | 23 | 25 | −2  | 11    |
| 7   | Tallinna Jalgpalli Klubi | 14 | 4  | 1 | 9  | 19 | 34 | −15 | 9     |
| 8   | KS Võitleja Narva        | 14 | 1  | 3 | 10 | 14 | 58 | −44 | 5     |

G = Partite giocate; V = Vittorie; N = Nulle/Pareggi; P = Perse; GF = Goal fatti; GS = Goal subiti; DR = differenza reti; 

## Classifica marcatori
| Pos | Nome             | Club               | Gol |
| --- | ---------------- | ------------------ | --- |
| 1   | Nikolai Linberg  | JS Estonia Tallinn | 21  |
| 2   | Richard Kuremaa  | SS Tervis Pärnu    | 16  |
| 3   | Heinrich Uukkivi | JS Estonia Tallinn | 14  |
| 4   | Elmar Valdmees   | VS Sport Tallinn   | 12  |
| 5   | Johannes Niks    | ESS Kalev Tallinn  | 11  |
| 6   | Aavo Sillandi    | JS Estonia Tallinn | 10  |
| 7   | Julius Kaljo     | SÜ Esta Tallinn    | 9   |
| 7   | Edgar Jürgens    | JS Estonia Tallinn | 9   |